# Amstel Gold Race féminine 2018
Cet article concerne l'édition féminine de l'Amstel Gold Race. Pour la course masculine, voir Amstel Gold Race 2018.
La 5e édition de l'Amstel Gold Race féminine a lieu le 15 avril 2018. C'est la septième épreuve de l'UCI World Tour féminin 2018. Elle est remportée par la Néerlandaise Chantal Blaak.

## Parcours
La course se conclut par trois tours d'un circuit autour de Fauquemont.
17 côtes sont répertoriées pour cette course :
| Num | Nom                 | Longueur (m) | Pente moyenne | km    | km de l'arrivée |
| --- | ------------------- | ------------ | ------------- | ----- | --------------- |
| 1   | Slingerberg (nl)    | 1 200        | 5,4 %         | 9,1   | 112,5           |
| 2   | Adsteeg (nl)        | 620          | 4,7 %         | 13,8  | 107,8           |
| 3   | Lange Raarberg (nl) | 1 000        | 4,3 %         | 22    | 99,6            |
| 4   | Bergseweg (nl)      | 2 200        | 3,4 %         | 37,7  | 83,9            |
| 5   | Eyserbosweg         | 1 100        | 7,9 %         | 45,3  | 76,3            |
| 6   | Fromberg (nl)       | 1 200        | 4,8 %         | 49,1  | 72,5            |
| 7   | Keutenberg          | 1 700        | 6,1 %         | 53,6  | 68              |
| 8   | Cauberg             | 1 500        | 7 %           | 63,6  | 58              |
| 9   | Geulhemmerberg      | 1 000        | 5,8 %         | 68,1  | 53,5            |
| 10  | Bemelerberg (nl)    | 1 200        | 4 %           | 76,8  | 44,8            |
| 11  | Cauberg             | 1 500        | 7 %           | 82,0  | 39,6            |
| 12  | Geulhemmerberg      | 1 000        | 5,8 %         | 86,6  | 35              |
| 13  | Bemelerberg (nl)    | 1 200        | 4 %           | 95,3  | 26,3            |
| 14  | Cauberg             | 1 500        | 7 %           | 100,5 | 21,1            |
| 15  | Geulhemmerberg      | 1 000        | 5,8 %         | 105,1 | 15,5            |
| 16  | Bemelerberg (nl)    | 1 200        | 4 %           | 113,8 | 7,8             |
| 17  | Cauberg             | 1 500        | 7 %           | 119,0 | 2,6             |

## Équipes
| Équipes féminines professionnelles (22)- Alé Cipollini - Aromitalia Vaiano - Astana Women's - Boels Dolmans - BTC City Ljubljana - Canyon-SRAM Racing - Cervélo Bigla - Cylance - Doltcini-Van Eyck Sport - Experza-Footlogix - FDJ-Nouvelle Aquitaine-Futuroscope - Hitec Products-Birk Sport - Lotto Soudal Ladies - Mitchelton-Scott - Movistar Team - Parkhotel Valkenburg-Destil - Sunweb - Trek-Drops - Valcar PBM - Virtu - WaowDeals - Wiggle High5 |
| |

## Favorites
La vainqueur sortante Anna van der Breggen, après ses succès sur le Tour des Flandres et les Strade Bianche, fait figure de favorite de la course. Katarzyna Niewiadoma, troisième en 2017, et vainqueur du Trofeo Alfredo Binda est surement la principale concurrente. Ashleigh Moolman a démontré sur le Tour des Flandres sa bonne forme et ses talents de grimpeuse ne sont plus à mettre en doute. Annemiek van Vleuten  est une favorite en puissance même si son état de santé est incertain,.

## Récit de la course

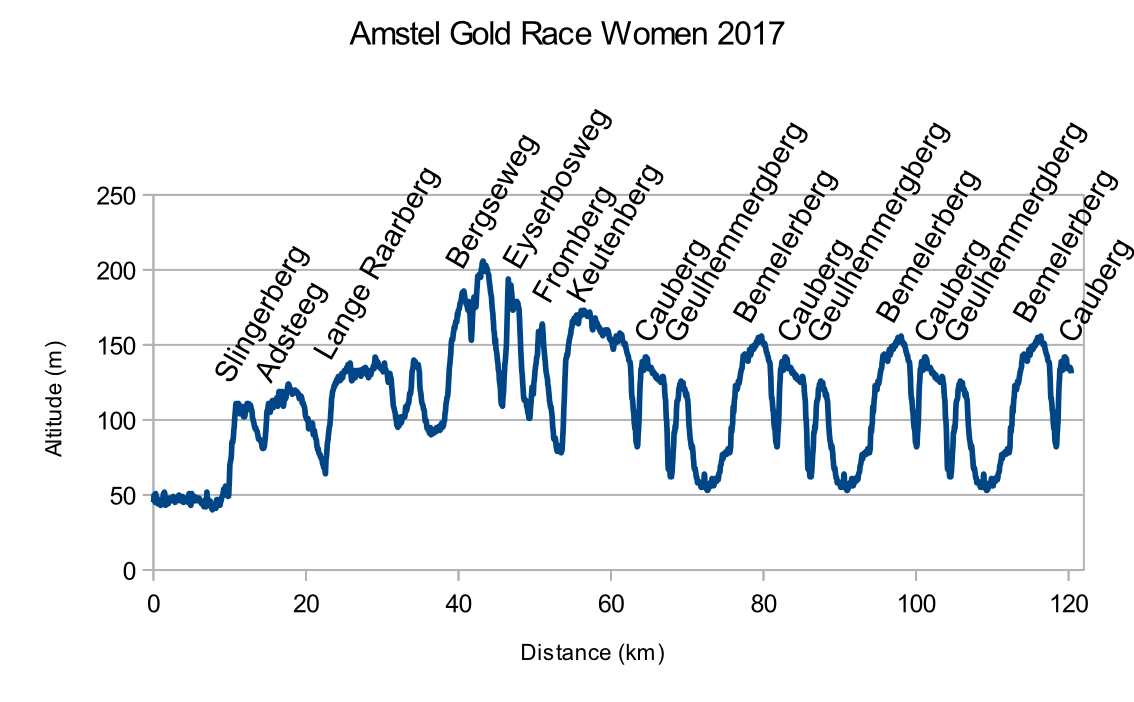
Profil de l'épreuve

Le début de course est parcouru à un rythme modéré. Anna van der Breggen chute et Katarzyna Niewiadoma est victime d'une crevaison. Le passage du Keutenberg au kilomètre cinquante-quatre provoque une sélection. Un groupe de huit coureuses se forme à son sommet et le reste du peloton est divisé en deux. Le groupe de tête est composé de : Chantal Blaak, Lucinda Brand, Giorgia Bronzini, Audrey Cordon, Lotta Lepistö, Riejanne Markus, Alexis Ryan et Amanda Spratt. Toutes les grandes équipes sont donc représentées à part l'Alé Cipollini et Movistar. Ce groupe a vingt-cinq secondes d'avance lors du premier passage sur la ligne d'arrivée. Un ralentissement permet au peloton de se regrouper. L'avantage de l'échappée monte alors à deux minutes trente. Les deux équipes piégées se mettent alors à mener la poursuite. Dans l'avant-dernière montée du Cauberg, Chantal Blaak accélère et n'est suivie que par Alexis Ryan puis par Amanda Spratt. Derrière, Brand, Cordon et Markus allient leurs forces et reviennent sur la tête. Audrey Cordon place alors une attaque, mais Chantal Blaak prend ses responsabilités et la rattrape. L'avance étant suffisante, ce groupe continue sa progression à un train modéré. À dix kilomètres du but, Riejanne Markus prend quelques centaines de mètres, mais une fois de plus Chantal Blaak vient remettre les compteurs à zéro. Audrey Cordon prend alors la tête du groupe afin d'éviter le retour de Lotta Lepistö et Giorgia Bronzini. Celles-ci ne réalisent la jonction qu'au pied de la dernière ascension du Cauberg et sont immédiatement relâchées. Dans celle-ci, Lucinda Brand est la première à accélérer. Amanda Spratt enchaîne. Chantal Blaak prend les roues. Les trois athlètes abordent la dernière ligne droite ensemble. Amanda Spratt ouvre la route, Lucinda Brand lance le sprint mais est rapidement dépassée par Chantal Blaak qui s'impose facilement. Elle devient la nouvelle leader du classement World Tour,.

## Classements

### Classement final
| \| Classement général \| Classement général \| Classement général \| Classement général \| Classement général \| \| Coureuse \| Coureuse \| Pays \| Équipe \| Temps \| \| ------------------ \| ------------------- \| ------------------ \| ------------------ \| ------------------ \| \| 1re \| Chantal Blaak \| Pays-Bas \| Boels Dolmans \| 3 h 24 min 17 s \| \| 2e \| Lucinda Brand \| Pays-Bas \| Sunweb \| + 0 s \| \| 3e \| Amanda Spratt \| Australie \| Mitchelton-Scott \| + 3 s \| \| 4e \| Riejanne Markus \| Pays-Bas \| WaowDeals \| + 4 s \| \| 5e \| Alexis Magner \| États-Unis \| Canyon-SRAM Racing \| + 6 s \| \| 6e \| Audrey Cordon-Ragot \| France \| Wiggle High5 \| + 14 s \| \| 7e \| Giorgia Bronzini \| Italie \| Cylance \| + 41 s \| \| 8e \| Lotta Lepistö \| Finlande \| Cervélo Bigla \| + 56 s \| \| 9e \| Eugenia Bujak \| Slovénie \| BTC City Ljubljana \| + 1 min 30 s \| \| 10e \| Marianne Vos \| Pays-Bas \| WaowDeals \| + 1 min 30 s \| |                     |            |                    |                 |
| |                     |            |                    |                 |
| Sources : ProCyclingStats Cycling Quotient |                     |            |                    |                 |
| Classement général |                     |            |                    |                 |
| Coureuse | Coureuse            | Pays       | Équipe             | Temps           |
| 1re | Chantal Blaak       | Pays-Bas   | Boels Dolmans      | 3 h 24 min 17 s |
| 2e | Lucinda Brand       | Pays-Bas   | Sunweb             | + 0 s           |
| 3e | Amanda Spratt       | Australie  | Mitchelton-Scott   | + 3 s           |
| 4e | Riejanne Markus     | Pays-Bas   | WaowDeals          | + 4 s           |
| 5e | Alexis Magner       | États-Unis | Canyon-SRAM Racing | + 6 s           |
| 6e | Audrey Cordon-Ragot | France     | Wiggle High5       | + 14 s          |
| 7e | Giorgia Bronzini    | Italie     | Cylance            | + 41 s          |
| 8e | Lotta Lepistö       | Finlande   | Cervélo Bigla      | + 56 s          |
| 9e | Eugenia Bujak       | Slovénie   | BTC City Ljubljana | + 1 min 30 s    |
| 10e | Marianne Vos        | Pays-Bas   | WaowDeals          | + 1 min 30 s    |

### UCI World Tour

#### Points attribués
| Position           | 1er | 2e  | 3e  | 4e  | 5e | 6e | 7e | 8e | 9e | 10e | 11e | 12e | 13e | 14e | 15e | 16e à 30e | 31e à 40e |
| Classement général | 200 | 150 | 125 | 100 | 85 | 70 | 60 | 50 | 40 | 35  | 30  | 25  | 20  | 15  | 10  | 5         | 3         |

| Classement par points | Classement par points | Classement par points | Classement par points | Classement par points |
| Coureuse              | Coureuse              | Pays                  | Équipe                | Points                |
| --------------------- | --------------------- | --------------------- | --------------------- | --------------------- |
| 1re                   | Chantal Blaak         | Pays-Bas              | Boels Dolmans         | 538 pts               |
| 2e                    | Amy Pieters           | Pays-Bas              | Boels Dolmans         | 455 pts               |
| 3e                    | Anna van der Breggen  | Pays-Bas              | Boels Dolmans         | 408 pts               |
| 4e                    | Jolien D'Hoore        | Belgique              | Mitchelton-Scott      | 405 pts               |
| 5e                    | Katarzyna Niewiadoma  | Pologne               | Canyon-SRAM Racing    | 395 pts               |
| 6e                    | Marta Bastianelli     | Italie                | Alé Cipollini         | 370 pts               |
| 7e                    | Amanda Spratt         | Australie             | Mitchelton-Scott      | 285 pts               |
| 8e                    | Chloe Hosking         | Australie             | Alé Cipollini         | 280 pts               |
| 9e                    | Marianne Vos          | Pays-Bas              | WaowDeals             | 273 pts               |
| 10e                   | Alexis Magner         | États-Unis            | Canyon-SRAM Racing    | 240 pts               |

| Classement par points | Classement par points | Classement par points | Classement par points | Classement par points |
| Coureuse              | Coureuse              | Pays                  | Équipe                | Points                |
| --------------------- | --------------------- | --------------------- | --------------------- | --------------------- |
| 1re                   | Chantal Blaak         | Pays-Bas              | Boels Dolmans         | 538 pts               |
| 2e                    | Amy Pieters           | Pays-Bas              | Boels Dolmans         | 455 pts               |
| 3e                    | Anna van der Breggen  | Pays-Bas              | Boels Dolmans         | 408 pts               |
| 4e                    | Jolien D'Hoore        | Belgique              | Mitchelton-Scott      | 405 pts               |
| 5e                    | Katarzyna Niewiadoma  | Pologne               | Canyon-SRAM Racing    | 395 pts               |
| 6e                    | Marta Bastianelli     | Italie                | Alé Cipollini         | 370 pts               |
| 7e                    | Amanda Spratt         | Australie             | Mitchelton-Scott      | 285 pts               |
| 8e                    | Chloe Hosking         | Australie             | Alé Cipollini         | 280 pts               |
| 9e                    | Marianne Vos          | Pays-Bas              | WaowDeals             | 273 pts               |
| 10e                   | Alexis Magner         | États-Unis            | Canyon-SRAM Racing    | 240 pts               |

| Classement du meilleur jeune | Classement du meilleur jeune | Classement du meilleur jeune | Classement du meilleur jeune | Classement du meilleur jeune |
| Coureuse                     | Coureuse                     | Pays                         | Équipe                       | Points                       |
| ---------------------------- | ---------------------------- | ---------------------------- | ---------------------------- | ---------------------------- |
| 1re                          | Sofia Bertizzolo             | Italie                       | Astana Women's Team          | 20 pts                       |
| 2e                           | Jeanne Korevaar              | Pays-Bas                     | WaowDeals                    | 12 pts                       |
| 3e                           | Elisa Balsamo                | Italie                       | Valcar PBM                   | 10 pts                       |
| 4e                           | Susanne Andersen             | Norvège                      | Hitec Products-Birk Sport    | 6 pts                        |
| 5e                           | Lisa Klein                   | Allemagne                    | Canyon-SRAM Racing           | 6 pts                        |

| Classement du meilleur jeune | Classement du meilleur jeune | Classement du meilleur jeune | Classement du meilleur jeune | Classement du meilleur jeune |
| Coureuse                     | Coureuse                     | Pays                         | Équipe                       | Points                       |
| ---------------------------- | ---------------------------- | ---------------------------- | ---------------------------- | ---------------------------- |
| 1re                          | Sofia Bertizzolo             | Italie                       | Astana Women's Team          | 20 pts                       |
| 2e                           | Jeanne Korevaar              | Pays-Bas                     | WaowDeals                    | 12 pts                       |
| 3e                           | Elisa Balsamo                | Italie                       | Valcar PBM                   | 10 pts                       |
| 4e                           | Susanne Andersen             | Norvège                      | Hitec Products-Birk Sport    | 6 pts                        |
| 5e                           | Lisa Klein                   | Allemagne                    | Canyon-SRAM Racing           | 6 pts                        |

| Classement par équipes aux points | Classement par équipes aux points | Classement par équipes aux points | Classement par équipes aux points |
| Équipe                            | Équipe                            | Pays                              | Points                            |
| --------------------------------- | --------------------------------- | --------------------------------- | --------------------------------- |
| 1re                               | Boels Dolmans                     | Pays-Bas                          | 1683 pts                          |
| 2e                                | Canyon-SRAM Racing                | Allemagne                         | 1080 pts                          |
| 3e                                | Mitchelton-Scott                  | Australie                         | 976 pts                           |
| 4e                                | Alé Cipollini                     | Italie                            | 770 pts                           |
| 5e                                | Sunweb                            | Pays-Bas                          | 540 pts                           |
| 6e                                | WaowDeals                         | Pays-Bas                          | 489 pts                           |
| 7e                                | Wiggle High5                      | Royaume-Uni                       | 459 pts                           |
| 8e                                | Cervélo Bigla                     | Danemark                          | 383 pts                           |
| 9e                                | Astana Women's                    | Kazakhstan                        | 343 pts                           |
| 10e                               | Movistar Team                     | Espagne                           | 157 pts                           |

| Classement par équipes aux points | Classement par équipes aux points | Classement par équipes aux points | Classement par équipes aux points |
| Équipe                            | Équipe                            | Pays                              | Points                            |
| --------------------------------- | --------------------------------- | --------------------------------- | --------------------------------- |
| 1re                               | Boels Dolmans                     | Pays-Bas                          | 1683 pts                          |
| 2e                                | Canyon-SRAM Racing                | Allemagne                         | 1080 pts                          |
| 3e                                | Mitchelton-Scott                  | Australie                         | 976 pts                           |
| 4e                                | Alé Cipollini                     | Italie                            | 770 pts                           |
| 5e                                | Sunweb                            | Pays-Bas                          | 540 pts                           |
| 6e                                | WaowDeals                         | Pays-Bas                          | 489 pts                           |
| 7e                                | Wiggle High5                      | Royaume-Uni                       | 459 pts                           |
| 8e                                | Cervélo Bigla                     | Danemark                          | 383 pts                           |
| 9e                                | Astana Women's                    | Kazakhstan                        | 343 pts                           |
| 10e                               | Movistar Team                     | Espagne                           | 157 pts                           |

## Liste des participants
| Légende | Légende                                                                    | Légende | Légende                                                    |
| ------- | -------------------------------------------------------------------------- | ------- | ---------------------------------------------------------- |
| Num     | Dossard de départ porté par le coureur sur cette Amstel Gold Race          | Pos     | Position à l'arrivée de la course                          |
|         | Indique un maillot de champion national ou mondial, suivi de sa spécialité | NP      | Indique un coureur qui n'a pas pris le départ de la course |
| AB      | Indique un coureur qui n'a pas terminé la course                           | HD      | Indique un coureur qui a terminé la course hors des délais |

| Boels Dolmans DLT              | Boels Dolmans DLT           | Boels Dolmans DLT |
| ------------------------------ | --------------------------- | ----------------- |
| Num                            | Coureur                     | Pos               |
| 1                              | Anna van der Breggen (NED)  | 38e               |
| 2                              | Chantal Blaak (NED) (route) | 1re               |
| 3                              | Karol-Ann Canuel (CAN)      | 53e               |
| 4                              | Amy Pieters (NED)           | 14e               |
| 5                              | Jip van den Bos (NED)       | 62e               |
| 6                              | Megan Guarnier (USA)        | 37e               |
| Directeur sportif : Danny Stam |                             |                   |

| Mitchelton-Scott MTS           | Mitchelton-Scott MTS         | Mitchelton-Scott MTS |
| ------------------------------ | ---------------------------- | -------------------- |
| Num                            | Coureur                      | Pos                  |
| 11                             | Annemiek van Vleuten (NED)   | 15e                  |
| 12                             | Jenelle Crooks (AUS)         | 83e                  |
| 13                             | Jolien D'Hoore (BEL) (route) | AB                   |
| 14                             | Lucy Kennedy (AUS)           | AB                   |
| 15                             | Amanda Spratt (AUS)          | 3e                   |
| 16                             | Jessica Allen (AUS)          | 84e                  |
| Directeur sportif : Gene Bates |                              |                      |

| Sunweb SUN                          | Sunweb SUN             | Sunweb SUN |
| ----------------------------------- | ---------------------- | ---------- |
| Num                                 | Coureur                | Pos        |
| 21                                  | Coryn Rivera (USA)     | 60e        |
| 22                                  | Leah Kirchmann (CAN)   | 56e        |
| 23                                  | Floortje Mackaij (NED) | 26e        |
| 24                                  | Lucinda Brand (NED)    | 2e         |
| 25                                  | Ellen van Dijk (NED)   | 25e        |
| 26                                  | Ruth Winder (USA)      | 41e        |
| Directeur sportif : Hans Timmermans |                        |            |

| Canyon-SRAM Racing CSR           | Canyon-SRAM Racing CSR        | Canyon-SRAM Racing CSR |
| -------------------------------- | ----------------------------- | ---------------------- |
| Num                              | Coureur                       | Pos                    |
| 31                               | Katarzyna Niewiadoma (POL)    | 29e                    |
| 32                               | Elena Cecchini (ITA)          | 16e                    |
| 33                               | Pauline Ferrand-Prévot (FRA ) | 35e                    |
| 34                               | Alena Amialiusik (BLR)        | 34e                    |
| 35                               | Trixi Worrack (GER)           | 61e                    |
| 36                               | Alexis Ryan (USA)             | 5e                     |
| Directeur sportif : Barry Austin |                               |                        |

| Cervélo Bigla CBT                  | Cervélo Bigla CBT           | Cervélo Bigla CBT |
| ---------------------------------- | --------------------------- | ----------------- |
| Num                                | Coureur                     | Pos               |
| 41                                 | Ann-Sophie Duyck (BEL)      | 75e               |
| 42                                 | Clara Koppenburg (GER)      | 76e               |
| 43                                 | Lötta Lepistö (FIN) (route) | 8e                |
| 44                                 | Cecilie Uttrup Ludwig (DEN) | 39e               |
| 45                                 | Ashleigh Moolman (RSA)      | 18e               |
| 46                                 | Marie Vilmann (DEN)         | 49e               |
| Directeur sportif : Thomas Campana |                             |                   |

| Alé Cipollini ALE                       | Alé Cipollini ALE      | Alé Cipollini ALE |
| --------------------------------------- | ---------------------- | ----------------- |
| Num                                     | Coureur                | Pos               |
| 51                                      | Janneke Ensing (NED)   | 27e               |
| 52                                      | Mayuko Hagiwara (JPN)  | 89e               |
| 53                                      | Roxane Knetemann (NED) | 58e               |
| 54                                      | Soraya Paladin (ITA)   | 19e               |
| 55                                      | Ane Santesteban (ESP)  | 24e               |
| 56                                      | Anna Trevisi (ITA)     | 86e               |
| Directeur sportif : Fortunato Lacquanti |                        |                   |

| Wiggle High5 WHT                | Wiggle High5 WHT                   | Wiggle High5 WHT |
| ------------------------------- | ---------------------------------- | ---------------- |
| Num                             | Coureur                            | Pos              |
| 61                              | Elisa Longo Borghini (ITA) (route) | 12e              |
| 62                              | Audrey Cordon (FRA)                | 6e               |
| 63                              | Emilia Fahlin (SWE)                | 51e              |
| 64                              | Lisa Brennauer (GER)               | 42e              |
| 65                              | Martina Ritter (AUT) (route)       | AB               |
| 66                              | Eri Yonamine (JPN) (route)         | AB               |
| Directeur sportif : Allan Davis |                                    |                  |

| WaowDeals WAD                         | WaowDeals WAD              | WaowDeals WAD |
| ------------------------------------- | -------------------------- | ------------- |
| Num                                   | Coureur                    | Pos           |
| 71                                    | Marianne Vos (NED) (route) | 10e           |
| 72                                    | Anouska Koster (NED)       | 48e           |
| 73                                    | Riejanne Markus (NED)      | 4e            |
| 74                                    | Pauliena Rooijakkers (NED) | 59e           |
| 75                                    | Sabrina Stultiens (NED)    | 31e           |
| 76                                    | Jeanne Korevaar (NED)      | 30e           |
| Directeur sportif : Jeroen Blijlevens |                            |               |

| Cylance CPC                        | Cylance CPC                    | Cylance CPC |
| ---------------------------------- | ------------------------------ | ----------- |
| Num                                | Coureur                        | Pos         |
| 81                                 | Lauren Stephens (USA)          | 32e         |
| 82                                 | Giorgia Bronzini (ITA)         | 7e          |
| 83                                 | Kristabel Doebel-Hickok (USA ) | AB          |
| 84                                 | Sheyla Gutierrez Ruiz (ESP)    | 81e         |
| 85                                 | Rossella Ratto (ITA )          | 36e         |
| 86                                 | Omer Shapira (ISR )            | 74e         |
| Directeur sportif : Manel Lacambra |                                |             |

| Experza-Footlogix EXP            | Experza-Footlogix EXP     | Experza-Footlogix EXP |
| -------------------------------- | ------------------------- | --------------------- |
| Num                              | Coureur                   | Pos                   |
| 91                               | Thalita de Jong (NED)     | AB                    |
| 92                               | Séverine Eraud (FRA)      | 67e                   |
| 93                               | Axelle Dubau-Prévot (FRA) | AB                    |
| 94                               | Sara Mustonen (SWE)       | AB                    |
| 95                               | Agnieszka Skalniak (POL)  | AB                    |
| 96                               | Nathalie Bex (BEL)        | AB                    |
| Directeur sportif : Davy Wijnant |                           |                       |

| FDJ-Nouvelle Aquitaine-Futuroscope FUT | FDJ-Nouvelle Aquitaine-Futuroscope FUT | FDJ-Nouvelle Aquitaine-Futuroscope FUT |
| -------------------------------------- | -------------------------------------- | -------------------------------------- |
| Num                                    | Coureur                                | Pos                                    |
| 101                                    | Charlotte Bravard (FRA) (route)        | AB                                     |
| 102                                    | Shara Gillow (AUS)                     | 33e                                    |
| 103                                    | Lauren Kitchen (AUS)                   | AB                                     |
| 104                                    | Eugénie Duval (FRA)                    | AB                                     |
| 105                                    | Rozanne Slik (NED)                     | 46e                                    |
| 106                                    | Moniek Tenniglo (NED)                  | 54e                                    |
| Directeur sportif : Cédric Barre       |                                        |                                        |

| BTC City Ljubljana BTC           | BTC City Ljubljana BTC     | BTC City Ljubljana BTC |
| -------------------------------- | -------------------------- | ---------------------- |
| Num                              | Coureur                    | Pos                    |
| 111                              | Mia Radotic (CRO) (route)  | AB                     |
| 112                              | Eugenia Bujak (SLO)        | 9e                     |
| 113                              | Maaike Boogaard (NED)      | AB                     |
| 114                              | Urška Žigart (SLO)         | 77e                    |
| 115                              | Tanja Elsner (SLO)         | AB                     |
| 116                              | Anastasiia Iakovenko (RUS) | 21e                    |
| Directeur sportif : Gorazd Penko |                            |                        |

| Hitec Products HPU                | Hitec Products HPU       | Hitec Products HPU |
| --------------------------------- | ------------------------ | ------------------ |
| Num                               | Coureur                  | Pos                |
| 121                               | Susanne Andersen (NOR)   | AB                 |
| 122                               | Simona Frapporti (ITA)   | AB                 |
| 123                               | Tatiana Guderzo (ITA)    | 52e                |
| 124                               | Vita Heine (NOR) (route) | 68e                |
| 125                               | Nina Kessler (NED)       | AB                 |
| 126                               | Ingrid Moe (NOR)         | AB                 |
| Directeur sportif : Ruud Verhagen |                          |                    |

| Virtu TVC                        | Virtu TVC                  | Virtu TVC |
| -------------------------------- | -------------------------- | --------- |
| Num                              | Coureur                    | Pos       |
| 131                              | Katrine Aalerud (NOR)      | AB        |
| 132                              | Claudia Koster (NED)       | 44e       |
| 133                              | Katarzyna Pawlowska (POL)  | 20e       |
| 134                              | Mieke Kröger (GER)         | 66e       |
| 135                              | Doris Schweizer (SUI)      | 79e       |
| 136                              | Louise Norman Hansen (DEN) | AB        |
| Directeur sportif : Carmen Small |                            |           |

| Valcar-PBM VAL                    | Valcar-PBM VAL          | Valcar-PBM VAL |
| --------------------------------- | ----------------------- | -------------- |
| Num                               | Coureur                 | Pos            |
| 141                               | Silvia Persico (ITA)    | AB             |
| 142                               | Marta Cavalli (ITA)     | AB             |
| 143                               | Dalia Muccioli (ITA)    | 80e            |
| 144                               | Asja Paladin (ITA)      | 40e            |
| 145                               | Ilaria Sanguineti (ITA) | 87e            |
| 146                               | Chiara Zanettin (ITA)   | 71e            |
| Directeur sportif : Davide Arzeni |                         |                |

| Astana Women's ASA                       | Astana Women's ASA           | Astana Women's ASA |
| ---------------------------------------- | ---------------------------- | ------------------ |
| Num                                      | Coureur                      | Pos                |
| 151                                      | Lara Vieceli (ITA)           | 28e                |
| 152                                      | Sofia Bertizzolo (ITA)       | 13e                |
| 153                                      | Jeidy Pradera Bernal (CUB)   | AB                 |
| 154                                      | Natalya Saifutdinova (KAZ)   | AB                 |
| 155                                      | Arlenis Sierra (CUB) (route) | 11e                |
| 156                                      | Sofia Beggin (ITA)           | 88e                |
| Directeur sportif : Pierangelo Dal Colle |                              |                    |

| Lotto Soudal LSL                     | Lotto Soudal LSL          | Lotto Soudal LSL |
| ------------------------------------ | ------------------------- | ---------------- |
| Num                                  | Coureur                   | Pos              |
| 161                                  | Demi de Jong (NED)        | 78e              |
| 162                                  | Isabelle Beckers (BEL)    | AB               |
| 163                                  | Annabelle Dreville (FRA)  | 57e              |
| 164                                  | Puck Moonen (NED)         | AB               |
| 165                                  | Julie van de Velde (BEL)  | AB               |
| 166                                  | Kelly van den Steen (BEL) | 45e              |
| Directeur sportif : Liesbet de Vocht |                           |                  |

| Trek-Drops DRP                 | Trek-Drops DRP           | Trek-Drops DRP |
| ------------------------------ | ------------------------ | -------------- |
| Num                            | Coureur                  | Pos            |
| 171                            | Eva Buurman (NED)        | 47e            |
| 172                            | Kathrin Hammes (GER)     | 72e            |
| 173                            | Abby-Mae Parkinson (GBR) | 55e            |
| 174                            | Hannah Payton (GBR)      | AB             |
| 175                            | Annabel Simpson (GBR)    | AB             |
| 176                            | Tayler Wiles (USA)       | AB             |
| Directeur sportif : Bob Varney |                          |                |

| Movistar MOV                   | Movistar MOV                    | Movistar MOV |
| ------------------------------ | ------------------------------- | ------------ |
| Num                            | Coureur                         | Pos          |
| 181                            | Alicia Gonzalez (ESP)           | 64e          |
| 182                            | Margarita Victoria García (ESP) | 23e          |
| 183                            | Malgorzata Jasinska (POL)       | 17e          |
| 184                            | Lorena Llamas (ESP)             | 50e          |
| 185                            | Rachel Neylan (AUS)             | 82e          |
| 186                            | Aude Biannic (FRA)              | 63e          |
| Directeur sportif : Jorge Sanz |                                 |              |

| Parkhotel Valkenburg-Destil PVD | Parkhotel Valkenburg-Destil PVD | Parkhotel Valkenburg-Destil PVD |
| ------------------------------- | ------------------------------- | ------------------------------- |
| Num                             | Coureur                         | Pos                             |
| 191                             | Belle de Gast (NED)             | AB                              |
| 192                             | Marit Raaijmakers (NED)         | AB                              |
| 193                             | Lorena Wiebes (NED)             | AB                              |
| 194                             | Anne De Ruiter (NED)            | AB                              |
| 195                             | Nancy van der Burg (NED)        | 43e                             |
| 196                             | Esther van Veen (NED)           | 85e                             |
| Directeur sportif : Raymond Rol |                                 |                                 |

| Aromitalia Vaiano VAI              | Aromitalia Vaiano VAI   | Aromitalia Vaiano VAI |
| ---------------------------------- | ----------------------- | --------------------- |
| Num                                | Coureur                 | Pos                   |
| 201                                | Michela Balducci (ITA)  | AB                    |
| 202                                | Angelica Brogi (ITA)    | AB                    |
| 203                                | Alessia Bulleri (ITA)   | AB                    |
| 204                                | Giulia Marchesini (ITA) | AB                    |
| 205                                | Nicole Nesti (ITA)      | AB                    |
| 206                                | Rasa Leleivytė (LTU)    | 70e                   |
| Directeur sportif : Matteo Ferrari |                         |                       |

| Doltcini-Van Eyck Sport DVE     | Doltcini-Van Eyck Sport DVE | Doltcini-Van Eyck Sport DVE |
| ------------------------------- | --------------------------- | --------------------------- |
| Num                             | Coureur                     | Pos                         |
| 211                             | Sofie de Vuyst (BEL)        | 22e                         |
| 212                             | Marion Sicot (FRA)          | 65e                         |
| 213                             | Daniela Reis (POR)          | AB                          |
| 214                             | Tetiana Riabchenko (UKR)    | 69e                         |
| 215                             | Lotte van Hoek (NED)        | AB                          |
| 216                             | Bryony van Velzen (NED)     | AB                          |
| Directeur sportif : Marc Bracke |                             |                             |